# Ý
Ý (minuskule ý) je písmeno latinky. Nazývá se Y s čárkou nebo v češtině dlouhé Y. Používá se v češtině, slovenštině, turkmenštině, faerštině, islandštině a staré severštině.
V češtině je Ý 40. písmenem abecedy.
V islandštině je Ý 29. písmenem abecedy (mezi Y a Þ). Vyslovuje se buď jako české I, nebo jako české Í (IPA: i,i:).
V turkmenštině se Ý čte jako české j (IPA: j). Klasické Y označuje samohlásku (IPA: ɯ).
Ve vietnamštině Ý značí zkratku pro stát Itálie.
Výjimečně se Ý může objevit i ve španělštině, kde značí přízvuk nad Y.